# Corinne Bühler
Corinne Cicéron Bühler (* 1974) ist eine Schweizer Botschafterin. Sie ist Leiterin der  Direktion für Völkerrecht und Rechtsberaterin des Eidgenössischen Departements für auswärtige Angelegenheiten (EDA).

## Berufliche Tätigkeit
Corinne Cicéron Bühler arbeitet seit 1999 für das Eidgenössische Departement für auswärtige Angelegenheiten. Ihre diplomatische Karriere begann sie 2003. Sie war in Bosnien und Herzegowina, in Bern und in Brüssel tätig. Sie hat die Schweiz ab 2010 in Brüssel vor dem Internationalen Gerichtshof vertreten. Dort hat Cicéron Bühler die schweizerischen Interessen im Fall «Belgien gegen die Schweiz» koordiniert. Nach dem Rückzug der Klage durch Belgien wurde sie 2011 Direktorin für Völkerrecht (DV). 2015 wurde Cicéron Bühler an die Schweizerische Botschaft nach Tel Aviv versetzt. Dort hatte sie die Funktion der stellvertretenden Missionschefin inne. Ab März 2017 war sie Vizedirektorin und Chefin der Abteilung II, welche Völkerrecht, Staatsverträge und Nachbarrecht bearbeitet. Seit März 2018 ist Cicéron Bühler Direktorin mit Botschaftertitel dieser Direktion.

## Ausbildung
Bühler verfügt über ein deutsch/französisch Lizenziat in Rechtswissenschaften mit der Vertiefung Europarecht der Universität Freiburg (Schweiz). Zudem hat sie einen Master of Laws (LL.M.) in Europarecht des College of Europe Brügge in den Niederlanden. Das Gymnasium hat sie in Lausanne absolviert und anschliessend ein Erasmus-Jahr an der Leibniz Universität Hannover absolviert.